# Kuru Kuru Kururin
Kuru Kuru Kururin (くるくるくるりん) es un videojuego de puzles desarrollado por 8ing y publicado por Nintendo para Game Boy Advance. Llegó al mercado japonés el 21 de marzo de 2001 y a los mercados europeo y australianos el 22 de junio del mismo año, no llegando a ver la luz en el mercado americano hasta su lanzamiento en Nintendo Switch Online en 2023.

## Historia
La historia del juego comienza con la pérdida de los 10 hermanos de Kururin. Angustiada, la madre de Kururin le pide que vaya a rescatar a sus hermanos perdidos, y aunque éste al principio se muestra inseguro debido a que nunca ha salido de casa para explorar mundo, decide finalmente lanzarse a la aventura con el propósito de rescatar a sus hermanos.
Para viajar a través de los distintos mundos en busca de sus hermanos, Kururin dispone de una especie de helicóptero un tanto peculiar denominado "Helirin". Con ayuda del profesor Hare que le enseña a pilotar el Helirin y poniendo en práctica sus valiosas lecciones, Kururin comienza su aventura en el Helirin en busca de sus hermanos.

## Juego
El jugador controla el Helerin con el que debe maniobrar y avanzar a través de una serie de laberintos sin tocar las paredes. El jugador controla la dirección y la velocidad del Helerin, pero la tarea se hace difícil ya que el Helerin gira continuamente. Una vez que el jugador ha completado con éxito un nivel, hay bonificaciones para reunir, como registrar tiempos que batir y obtener una estrella de oro al completar el nivel sin ningún golpe.
El juego comienza en un sencillo nivel de entrenamiento, donde el jugador aprende a manejar el Helirin y a moverse entre las primeras esquinas. Después existen tres niveles de dificultad en cada una de las etapas que progresivamente hace que llegar cueste más y más. Entre los niveles de dificultad está el nivel fácil pensado para principiantes, en el cual el Helerin se reduce a mitad de tamaño y resulta más sencillo maniobrar.
Existe un modo de juego llamado "Challange mode", el cual cuenta con una colección de pequeños niveles que normalmente cuentan con un número reducido o muy reducido de esquinas.
El juego también cuenta con soporte multijugador que permite jugar hasta un total de cuatro jugadores con el uso de un solo cartucho.

## Curiosidades
El Helirin hizo una aparición como trofeo en Super Smash Bros. Melee, pero fue incorrectamente denominado "Heririn" debido a la naturaleza del idioma japonés. El Helirin aparece posteriormente en Super Smash Bros. Brawl como un ayudante (un tipo de objetos). A diferencia de otros ayudantes, el Helerin no ataca sino que se convierte en parte del escenario, ya sea como una plataforma o como una pared.
El personaje Herta del juego Honkai: Star Rail de la mano de MiHoYo utiliza las expresiones "Kuru-Kuru" y "Kururin" al activar su talento en el doblaje japonés del juego.

## Secuelas
Kuru Kuru Kururin cuenta con dos secuelas, Kururin Paradise y Kururin Squash!
- Kururin Paradise: fue publicado para Game Boy Advance, al igual que Kuru Kuru Kururin. Salió al mercado en Japón en 2002, siendo el único mercado en el que vio la luz.

- Kururin Squash!: fue publicado para Nintendo Game Cube, convirtiéndose en el primer y único juego de la serie con gráficos en 3D y que aparece en una consola de sobremesa. Llegó al mercado japonés en octubre de 2004, siendo el único mercado en el que vio la luz.

- Datos: Q2564704
- Multimedia: Kuru Kuru Kururin / Q2564704